# St Fergus
St Fergus är en ort i Storbritannien.   Den ligger i kommunen Aberdeenshire och riksdelen Skottland, i den norra delen av landet, 700 km norr om huvudstaden London. St Fergus ligger 23 meter över havet och antalet invånare är 133.
Terrängen runt St Fergus är platt. Havet är nära St Fergus österut.  Närmaste större samhälle är Peterhead, 5,3 km söder om St Fergus. 